# Sturno
Sturno ist eine italienische Gemeinde (comune) mit 2756 Einwohnern (Stand 31. Dezember 2023) in der Provinz Avellino, Region Kampanien.

## Geografie
Die Nachbargemeinden sind Carife, Castel Baronia, Flumeri, Frigento und Rocca San Felice.

## Persönlichkeiten
- Lucia Laura Sangenito (* 1910), Altersrekordlerin